# Класификация на корабите по номер на вимпела
Класификация на корабите по номер на вимпела е способ за класификация според буквено-цифрово обозначение, присвоявано на кораба за цялото време на неговата служба. Възниква във Великобритания, разпространява се в много други флотове. Американският му аналог се явява класификацията по бордови номер.
В съвременните ВМС на Великобритания и други флотове в Европа и Общността на нациите корабите се класифицират по номер на вимпела. Названието идва от способа да се определя принадлежността на кораба към флотилия или определен тип според неговия вимпел (или флаг). Например, в британския флот – червен флаг с косици (тип „лястовича опашка“) е за торпедните катери, флагът „Хотел“ (H) е за контраминоносците. Вимпелът в съчетание с номер съставляват уникален идентификатор за всеки кораб. Съвременният номер на вимпела се състои от буквена и цифрова части. Ако буквеният код се явява префикс, в западната система той се нарича на английски: flag superior, ако е суфикс – на английски: flag inferior. В някои случаи номерата нямат префикс (на английски: no flag superior).
Для класификацията във ВМС на САЩ виж Класификация на корабите на ВМС на САЩ.

## Системата на ВМС на Великобритания
Системата е приета преди Първата световна война, за да се различават корабите със сходни названия, за да се съкратят и кодират съобщенията при свръзката и за да се облегчи разпознаването на корабите от един тип при съвместно плаване. По традиция номерът включва точка «.» между литерата и цифровата част, макар постепенно да се отказват от това. Фотографии от междувоенния период, започвайки от 1924 г. показват номера на борда без точка. Системата е единна за всички флотове на Британската империя, така че корабът да може да се предава от един флот на друг без да сменя номера.
Първоначално номер на вимпела се присвоява на всяко от териториалните командвания („станциите“), и със смяната на станцията корабът получава нов номер. След това Адмиралтейството взема нещата в свои ръце, и през 1910 г. е съставен първият „Списък на вимпелите“ (на английски: Naval Pennant List), където корабите са групирани чрез отличителни флагове по тип. Допълнително, корабите от 2-я и 3-я флотове (т. е. резервните) имат втори вимпел, обозначаващ флотския екипаж (на английски: naval depot), от който те се комплектоват: „C“ – Чатъм, „D“ – Девънпорт, „N“ – Нор, „P“ – Портсмът. Разрушителите отначало получават префикс „H“, но тъй като той допуска само сто комбинации, от H00 до H99, те получават също и „G“ и „D“. В случай на загуба на кораба неговият номер се предава на нов.
Често префиксът на цял клас се променя, а номерата вътре в него се съхраняват. Например, през 1940 г. Кралският флот сменя местата на литерите „I“ и „D“ (например, D18 става I18, а I18 става D18), а през 1948 г. „K“, „L“ и „U“ се превръщат във „F“; там където е необходимо да се избегнат повторенията, пред номера се добавя „2“.
През 1970-те години флотът престава да нанася номерата на подводните лодки на основание, че с появата на атомните ПЛ те провеждат много малко време на повърхността. Обаче номерата, както и преди, се присвояват.
На фрегатата „Ланкастър“ (HMS Lancaster (F229)) първоначално е присвоен номерът F232, докато някой не си спомня, че в Кралския флот „форма 232“ е официален рапорт за засядане на плитчина. За да не провокират традиционно суеверните моряци, номерът спешно е сменен с F229.

### Втора световна война

#### Номера без префикс
(номерът 13 не се присвоява)
- Големи кораби (линкори), самолетоносачи, крайцери

#### Номера с префикс
Номерът 13 не се присвоява. Литерите „J“ и „K“ имат трицифрени номера поради многобройността на класовете.
- D – Разрушител (до 1940 г.), Голям кораб (линкор, самолетоносач, крайцер) (от 1940 г.)
- F – Разрушител (до 1940 г.),
  - Спомагателен крайцер (от 1940 г.)
- G – Разрушител (след 1940 г.)
- H – Разрушител
- I – Линеен кораб, самолетоносач, крайцер (до 1940 г.), Разрушител (от 1940 г.)
- J – Минен тралчик
- K – Корвета, фрегата
- L – Ескортен разрушител, шлюп (до 1941)
- M – Миноносец
- N – Минен тралчик
- P – Стражеви кораб (до 1939 г.)
- R – Разрушител (от 1942 г.), шлюп
- T – Речна канонерска лодка
- U – Шлюп (от 1941 г.)
- X – Кораб със специално предназначение
- 4 – Спомагателен кораб за ПВО
- FY – Риболовен съд (преоборудван траулер, дрифтер и т.н.)

#### Номера със суфикс
Номерата със суфикс се присвояват на подводните лодки. Британските подводници от типовете „H“ и „L“, а също така някои, получени от САЩ по ленд-лийза, нямат имена, а само номера. В този случай номерът на вимпела представлява просто инверсия на поредния номер вътре в типа (т.е. двадесет и четвъртата лодка от типа „L“, L24 получава номера 24L). Предвоенните фотографии показват номерата правилно, със суфиксите, но по време на войната се появява тенденция да се нанася номера „отзад напред“, т.е. да се поставя суфикса на мястото на префикс, макар номера на вимпела да не се променя.
По очевидни причини литерата „U“ не се присвоява – за да се избегне объркването с немските лодки (на немски: U-boot). Същото се отнася и за литерата „V“. Номерата от 00 до 10, 13, а също така завършващите на нула, не се използват със суфикс.
- C крайбрежни (на английски: Coastal) – подводници тип „U“ (построени преди войната)
- F (на английски: Fleet) – подводници тип „Ривър“ (на английски: River class)
- H – подводници тип „H“
- L – подводници тип „L“
- M подводни минни заградители (на английски: Minelayer) – подводници тип „Грампус“
- N – подводници тип „U“
- P – подводници от типовете „O“ (на английски: Odin class) и „P“ (на английски: Parthian class)
  - 31P— подводници тип „U“ (строени през воената), и тип „V“
  - 211P до 299P – подводници тип „S“ (строени през воената)
  - 311P по 399P— подводници тип „T“
  - 411P до 499P— подводные лодки типа A (на английски: Amphion class)
  - 511P до 599P— американски подводници, получени по ленд-лийза
  - 611P до 699P— реквизирани подводници, изначално строени за експорт
  - 711P до 799P— подводници, пленени от противника
- R – подводници тип „R“ (на английски: Rainbow class)
- S – подводници тип „S“ (построени преди войната)
- T – подводници тип „Т“ (построени преди войната)

### Започвайки от 1948 г.
През 1948 г. ВМС на Великобритания реорганизира системата на вимпелите. От това време префиксът указва на класа на кораба. Литерите „F“ и „A“ имат дву- или трицифрени номера, „L“ и „P“ до четири знака. Номерът 13, както и преди, не се присвоява. Така например, след десантния кораб-док „Океан“ (HMS Ocean) – с номер L12, следва „Албион“ (HMS Albion) – с номер L14.
- A – спомагателен съд (на английски: Auxiliaries); съдове на спомагателните сили: на английски: RFA, RMAS, RNAS, включа плаващи казарми, бонови заградители и т.н.
- B – линкор
- C – крайцер
- D – разрушител
- F – фрегата (бивш ескортен разрушител, шлюп, или корвета)
- H – хидрографски съд
- L – десантен кораб
- M – тралчик
- N – минен заградител (не се използва, няма такива на служба)
- P – миноносец, торпеден катер (патрулен катер)
- R – самолетоносач
- S – подводница
- Y – яхта

- K – други; например корабът за изследване на морското дъно HMS Challenger (K07) или HMS Lofoten (K08)

### Коминни марки

#### 1925 – 1939
Започвайки от 1925 г. флагманските кораби на флотилиите не носят присвоените им номера. Вместо това на предния комин се нанася широка лента, примерно 120 см (4 фт) ширина. Флагманите на дивизионите носят както номер, така и 2 ленти двойно по-тесни, на предния комин примерно 90 см (3 фт) от горния срез. Средиземноморският флот има черни ленти, а Атлантическият (по-късно – Grand Fleet) бели. Всяка флотилия носи своя отличителна марка на кърмовия комин. От 1925 г. марките са следните:
- 1-ва флотилия разрушители – една черна лента
- 2-ра флотилия разрушители – две черни ленти (от 1935 г. една червена)
- 3-та флотилия разрушители – три черни ленти
- 4-та флотилия разрушители – без марка
- 5-та флотилия разрушители – една бяла лента
- 6-та флотилия разрушители – две бели ленти
- 8-ма флотилия разрушители (от 1935 г.) – една черна и една бяла лента

#### След 1939 г.
С предаването, през 1939 г., на еднокоминните разрушители от типа „J“, и с увеличаването на броя на флотилиите (а значи и на техните номера), системата съответно се променя. Еднокоминните кораби – флагмани на флотилия носят трефутова лента. Флагманите на дивизиони носят вертикална лента с ширина 2 фута и дължина 6 под марката за флотилията, от същия цвят. Лентите за Средиземноморския флот са червени, за Флота на метрополията – бели. Системата приема следния вид:
- 1-ва флотилия разрушители (Средиземно море) – 1 червена, разрушители тип „G“
- 2-ра флотилия разрушители (Средиземно море) – 2 червени, разрушители тип „H“
- 3-та флотилия разрушители (Средиземно море) – 3 червени ленти, по-късно нямат, разрушители тип „I“
- 4-та флотилия разрушители (Средиземно море) – нямат, разрушители тип „Трайбл“ (на английски: Tribal class)
- 5-та флотилия разрушители (Средиземно море) – нямат, разрушители от типа „K“
- 6-та флотилия разрушители (Флот на метрополията) – 1 бяла, разрушители от типа „Трайбл“
- 7-ма флотилия разрушители (Флот на метрополията) – 2 бели, разрушители от типа „J“
- 8-ма флотилия разрушители (Флот на метрополията) – 3 бели, разрушители от типа „F“
- 9-та флотилия разрушители (Флот на метрополията) – 1 черна и 2 бели, разрушители от типовете „V“ и „W“
- 10-та флотилия разрушители (Флот на метрополията) – нямат, разрушители от типовете „V“ и „W“
- 11-та флотилия разрушители (Западни подходи) – 1 черна, под нея 2 червени, разрушители от типовете „V“ и „W“
- 12-та флотилия разрушители (Розайт) – 1 бяла, под нея 1 червена, разрушители от типа „E“
- 13-та флотилия разрушители (Гибралтар) – 1 бяла, под нея 2 червени, разрушители от типовете „V“ и „W“
- 14-та флотилия разрушители (Флот на метрополията) – 1 червена, под нея 1 черна, разрушители от типовете „V“ и „W“
- 15-та флотилия разрушители (Розайт) – 1 червена, под нея 2 черни, разрушители от типовете „V“ и „W“
- 16-та флотилия разрушители (Портсмът) – 1 червена, под нев 1 бяла, разрушители от типовете „V“ и „W“
- 17-та флотилия разрушители (Западни подходи) (от 1940) – 1 червена, под нея 2 бели, разрушители от типа „Таун“ (на английски: Town class)
- 18-та флотилия разрушители (Английски канал) – 1 бяла и 1 черна, разрушители от тип „A“
- 19-та флотилия разрушители (Дувър)— 1 бяла, под нея 2 черни, разрушители от типа „B“
- 20-та флотилия разрушители (Портсмът) – 2 бели, под тях 1 черна, разрушители от типа „C“
- 21-ва флотилия разрушители (Китайска станция) – 2 бели, под тях 1 червена, разрушители от типа „D“

В началото на войната лентите излизат от употреба. Корабите получават камуфлаж, а загубите, оперативните нужды и новите кораби нарушават еднородността на флотилиите. Корабите се изпращат там и тогава, където и когато са нужни, често съставлявайки разнородни „ескортни групи“, включващи шлюпове, корвети, фрегати и ескортни самолетоносачи. Някои от ескортните групи имат коминни марки, други, като например Група B7 носят на комините буквено обозначение.

#### След войната
След Втората световна война флотилиите се отличават вече не с ленти, а с големи метални номера, навинтени на комина. Обаче флагманите им продължават да носят една широка лента отгоре на комина.

### Палубни кодове
Самолетоносачите и другите кораби, използващи авиация, имат палубен код, нанесен върху полетната палуба или на площадка, за да се облегчи опознаването му от въздуха. Той се нанася така, че да се вижда добре при подхождане към кораба. В Кралския флот се използват еднобуквени кодове (като правило първата буква от името) за самолетоносачите и другите големи кораби, и двубуквени за по-малките. Двубуквените кодове обикновено се явяват мнемонично препредаване на названието на кораба. Много по-многобройните ВМС на САЩ използват в качеството на палубни кодове цифровата част на бордовия номер (система, аналогична на номера на вимпела).
Някои палубни кодове на съвременния британски флот:
- RFA Argus – AS
- HMS Albion – A
- HMS Bulwark – B
- HMS Ocean – O
- HMS Invincible – N
- HMS Illustrious – L
- HMS Ark Royal – R
- HMS Intrepid – IS
- HMS Edinburgh – EH
- HMS York – YK
- HMS Manchester – MR

## Международна класификация по номер на вимпела
Някои европейски страни – членове на НАТО и Общността се съгласяват да въведат и при себе си класификацията приета от ВМС на Великобритания. Системата гарантира, че сред участващите страни и тези, които се присъединяват по-късно, всеки кораб получава уникален номер на вимпела. САЩ не участват в тази система; техните кораби изполват класификация по номер на борда.
Страни-участници, и отредените им интервали от номера: 
- Австралия (от 1999 г. преминава на американската класификация по бордови номер)
- Белгия – (9xx; M: 4xx)
- Дания – (N: 0xx; A/M/P: 5xx; F/S/Y: 3xx; L: 0xx)
- Франция – (R: 09x; C/D/S: 6xx; M/P/A: 6xx, 7xx; L: 9xxx)
- ФРГ – (D: 1xx; F: 2xx; M: 1xx, 26xx)
- Гърция – (D/P: 0x, 2xx; A/F: 4xx; L/S/M: 1xx)
- Италия – (5xx; M/A: 5xxx; P: 4xx; L: 9xxx)
- Кения
- Малайзия
- Нова Зеландия
- Нидерландия (8xx; Y: 8xxx)
- Норвегия (F/S/M: 3xx; P: 9xx; L: 45xx)
- Полша
- Португалия (F/M: 4xx; S: 1xx; P: 11xx0)
- Испания (0x)
- Шри Ланка
- ЮАР
- Турция (D/S: 3xx; F: 2xx; N: 1xx; A/M: 5xx; P: 1xx, 3xx, L: 4xx; Y: 1xxx)
- Великобритания (R: 0x; D: 0x & 1xx; F: 0x, 1xx, 2xx; S: 0x, 1xx; M: 0x, 1xx, 1xxx, 2xxx; P: 1xx, 2xx, 3xx; L: 0x, 1xx, 3xxx, 4xxx; A: всички)

Системата от номера на НАТО използва литерата Y (на английски: yard) за буксирите, плаващите кранове, прамовете, доковете и подобните плавателни средства.